# 559135 Richardgreaves
559135 Richardgreaves è un asteroide della fascia principale. Scoperto nel 2011, presenta un'orbita caratterizzata da un semiasse maggiore pari a 2,6845982 au e da un'eccentricità di 0,1330605, inclinata di 15,03275° rispetto all'eclittica.